# Genowefa Weltrowska
Genowefa Weltrowska, z domu Szmaglińska, pseud. Szefowa (ur. 31 października 1894 w Jastrzębiu, powiat Starogard Gdański, zm. 30 kwietnia 1993) – uczestniczka pomorskiej konspiracji antyhitlerowskiej, rolnik. Razem z rodziną uczestniczyła w wydawaniu konspiracyjnego pisma Głos Serca Polskiego.

## Życiorys
Była córką Jana i Marianny z domu Odya, prowadzących gospodarstwo rolne w Jastrzębiu. Uczęszczała do szkoły powszechnej w Zimnych Zdrojach, gdzie razem z innymi polskimi uczniami doznawała szykan ze strony niemieckiego nauczyciela. W 1919 wyszła za mąż za Józefa Weltrowskiego, rolnika i cieślę, z którym prowadziła następnie 27-hektarowe gospodarstwo rolne w rodzinnym Jastrzębiu. Mieli sześcioro dzieci.
Po wybuchu II wojny światowej razem z rodziną na krótko opuściła Jastrzębie. Po powrocie włączyła się do samopomocy, udzielała schronienia uciekinierom i osobom poszukiwanym, dostarczała żywność, lekarstwa, odzież. W 1940 została wciągnięta przez brata Juliana Szmaglińskiego do Tajnej Organizacji Wojskowej „Gryf Kaszubski” oraz skontaktowana z Ludwikiem Kossak-Główczewskim. Kossak-Główczewski został redaktorem pisma Głos Serca Polskiego, wydawanego od 1941 do czerwca 1943 w schronie zbudowanym na terenie gospodarstwa Weltorowskich. Genowefa Weltrowska zapewniała kwaterę i wyżywienie redaktorowi, a także jego współpracownikom w Głosie Serca Polskiego, łącznikom i kurierom. W maju 1943 drukarnię zlikwidowano wobec groźby dekonspiracji. W kolejnych latach Weltrowska kontynuowała działalność w samopomocy polskiej. 
Pod koniec wojny gospodarstwo Weltrowskich uległo zniszczeniu po przejściu frontu. Weltrowska pomagała mężowi w odbudowie i dalszym prowadzeniu gospodarki aż do przekazania jej synowi Janowi w 1966; Weltrowscy przenieśli się wówczas do syna Józefa do Gdańska. Po śmierci męża w 1975 Genowefa Weltrowska zamieszkała u wnuczki w Czarlinie koło Tczewa. Została pochowana na cmentarzu Srebrzysko w Gdańsku (rejon VII, kwatera VIII-2-1). Jej działalność w konspiracji uhonorowano pamiątkową odznaką Okręgu Pomorskiego Armii Krajowej. 
W pracy konspiracyjnej zaangażowana była cała rodzina Weltrowskich; synowie Dawid, pseud. Chojniarz, Jan, pseud. Lasak, Józef, pseud. Pstrąg i Zygfryd, pseud. Gołębiarz oraz córki Regina, pseud. Zośka i Genowefa, pseud. Ptuk. W konspiracji działali także bracia Genowefy Weltrowskiej, Julian i Wincenty Szmaglińscy.

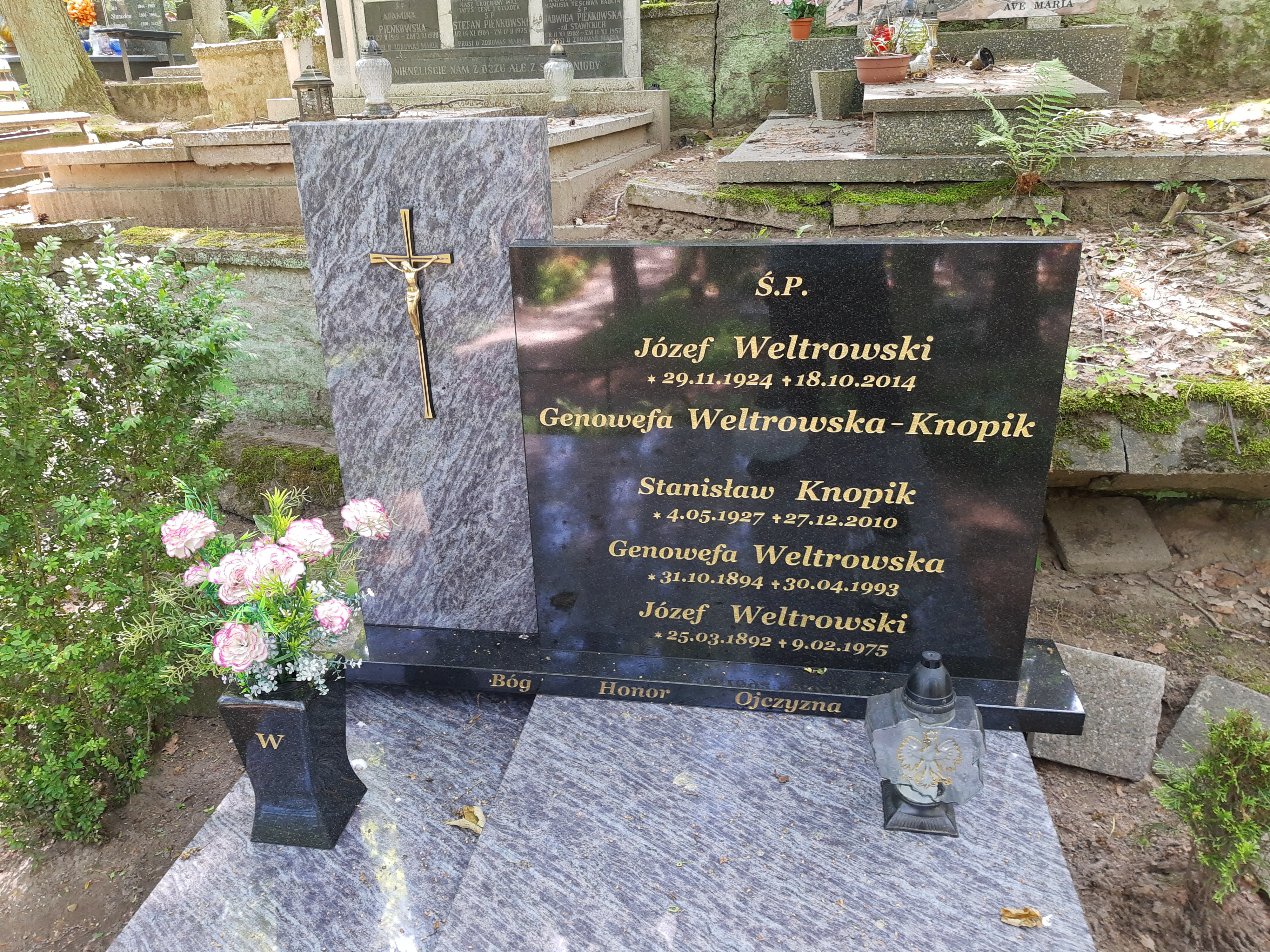
Grób Genowefy Weltrowskiej na Cmentarzu Srebrzysko